# 大洋洲
大洋洲（英語：Oceania），旧译为澳萨尼亚洲（简称澳洲）是指地緣政治學上，將澳大利亞洲與太平洋諸島嶼併稱的地理區域；大洋洲並不是地質學上嚴格意義的大陆。大洋洲占全球總陸地面積的6%。大洋洲通用英文名稱為“Oceania”，本義為大海洋中的一大片陸地。大洋洲包括4个区域：澳大拉西亚，美拉尼西亚，密克罗尼西亚、波利尼西亚，横跨了东半球和西半球；面积为8,525,989平方公里，人口超过4,100万。与各大洲相比，大洋洲的陆地面积最小，人口第2少，仅多于南极洲。

## 定義

### 大洋洲

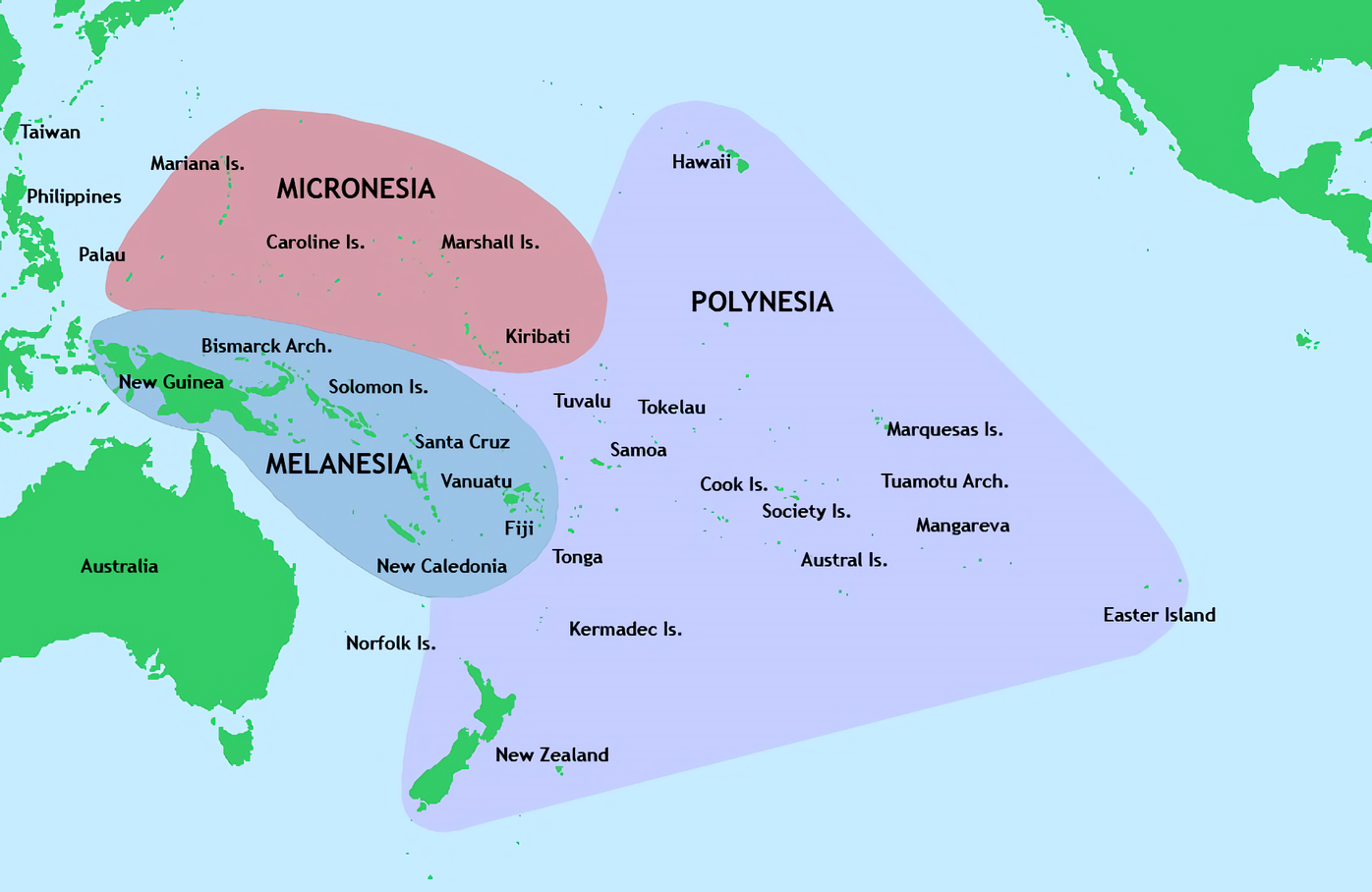
大洋洲島嶼的分區

大洋洲的定義不只一種。其中一種狭义的定義仅包括美拉尼西亚、密克罗尼西亚和玻里尼西亞三大岛群，不包括澳大利亞和巴布亚新几内亚。新西兰、夏威夷州和復活節島也被劃分在玻里尼西亞群島內，因為玻里尼西亞人曾在這几個地區定居，對当地文化發展的影響很大。現今新西兰因為歐洲移民，在文化上有受到歐洲的影響，而夏威夷州和复活节岛则分别为美國和智利的一部份，但当地仍有受到玻里尼西亞文化的影響。此分類不包括東亞的島鏈，也不包括马来群岛，這些島嶼在歷史、文化以及社會發展上都和大洋洲旳島嶼有很大的不同。
另外一種广义的分類則是將澳大利亞和巴布亚新几内亚也列在大洋洲以內。
包括美国在內的一些英语國家並不承認大洋洲為一個大洲，他们認為在地質學上与澳大利亞大陸和新几内亚岛为主体的地理区域是一個獨立的大洲──澳大利亞洲（Australia或Australia-New Guinea）。
因為大洋洲和其它大陸的距離很遠，因此有些特別的命名方式。為了让太平洋上島嶼的原住民建立共同的文化認同，曾將毛利人和其他玻里尼西亞人统稱為南岛民族（Austronesian peoples），不過此一名詞後來也擴展到了包括马达加斯加、东南亚岛屿地区和臺灣在内的其它地區的原住民。

### 泛大洋洲

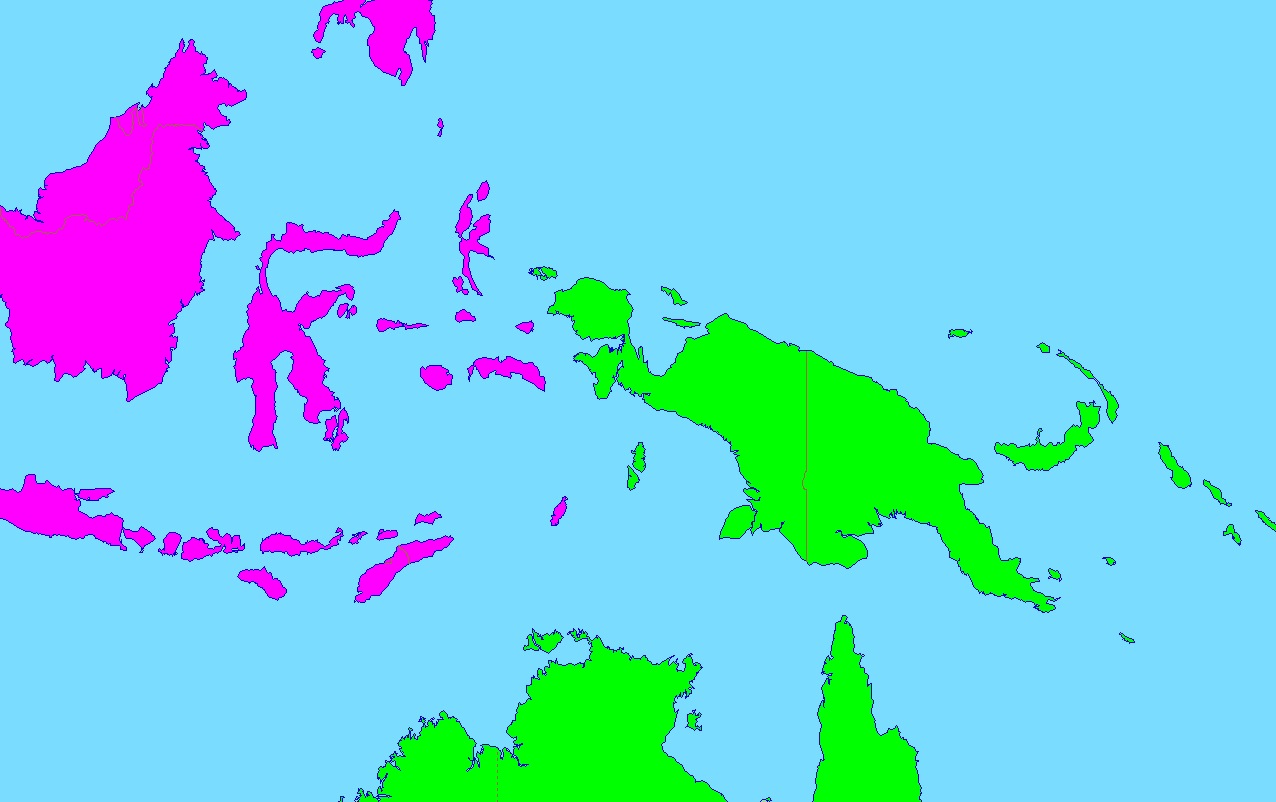
Trans-Oceania

英文中也有Trans-Oceania的詞語。此詞語主要是因為澳大利亞以及新西兰的經濟考量而出現的，是指澳大利亞北部、印尼、菲律賓南部以及大洋洲西部的島嶼。此一區域對於南方的工業化國家而言相當的重要，是往來東亞和東南亞發展中國家以及新興國家的貿易管道，也是原物料的供應地、低價生產的基地以及銷售據點。

## 历史

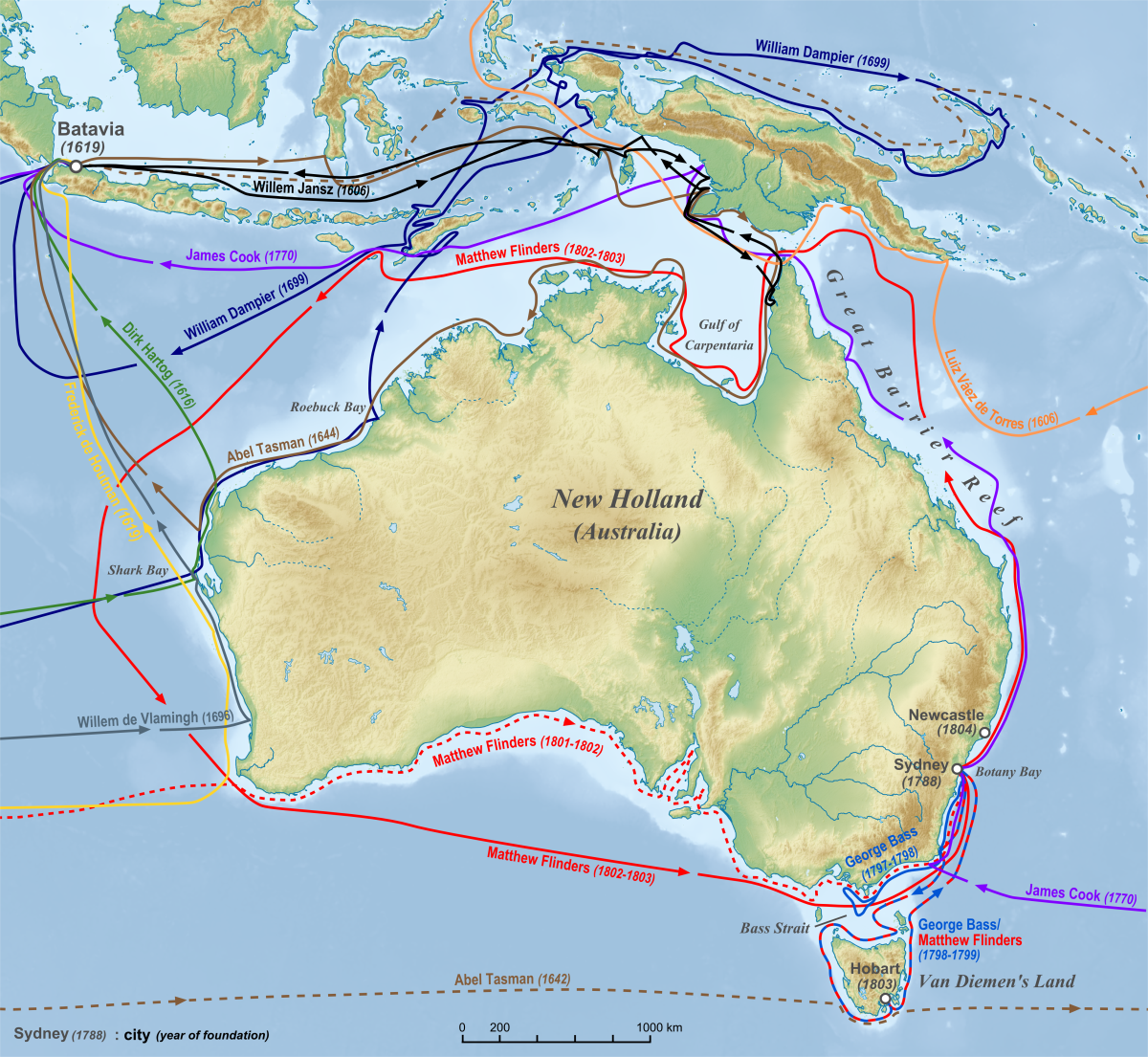
歐洲人至1812年的探索
1606 威廉·扬松
1606 路易斯·瓦斯·德·托雷斯
1616 德克·哈托格
1619 弗雷德里克·德·豪特曼
1644 阿貝爾·塔斯曼
1696 威廉·德·弗拉明
1699 威廉·丹皮爾
1770 詹姆斯·庫克
1797-1799 喬治·貝斯
1801-1803 馬修·福林達斯

### 首次定居
在4萬至12萬5千年前，澳大利亞土著已在大洋洲定居。斐濟在公元前1800年已有南島民族或玻利尼西亞人定居，然後在公元1000年殖民統治其餘的島嶼。

## 地理

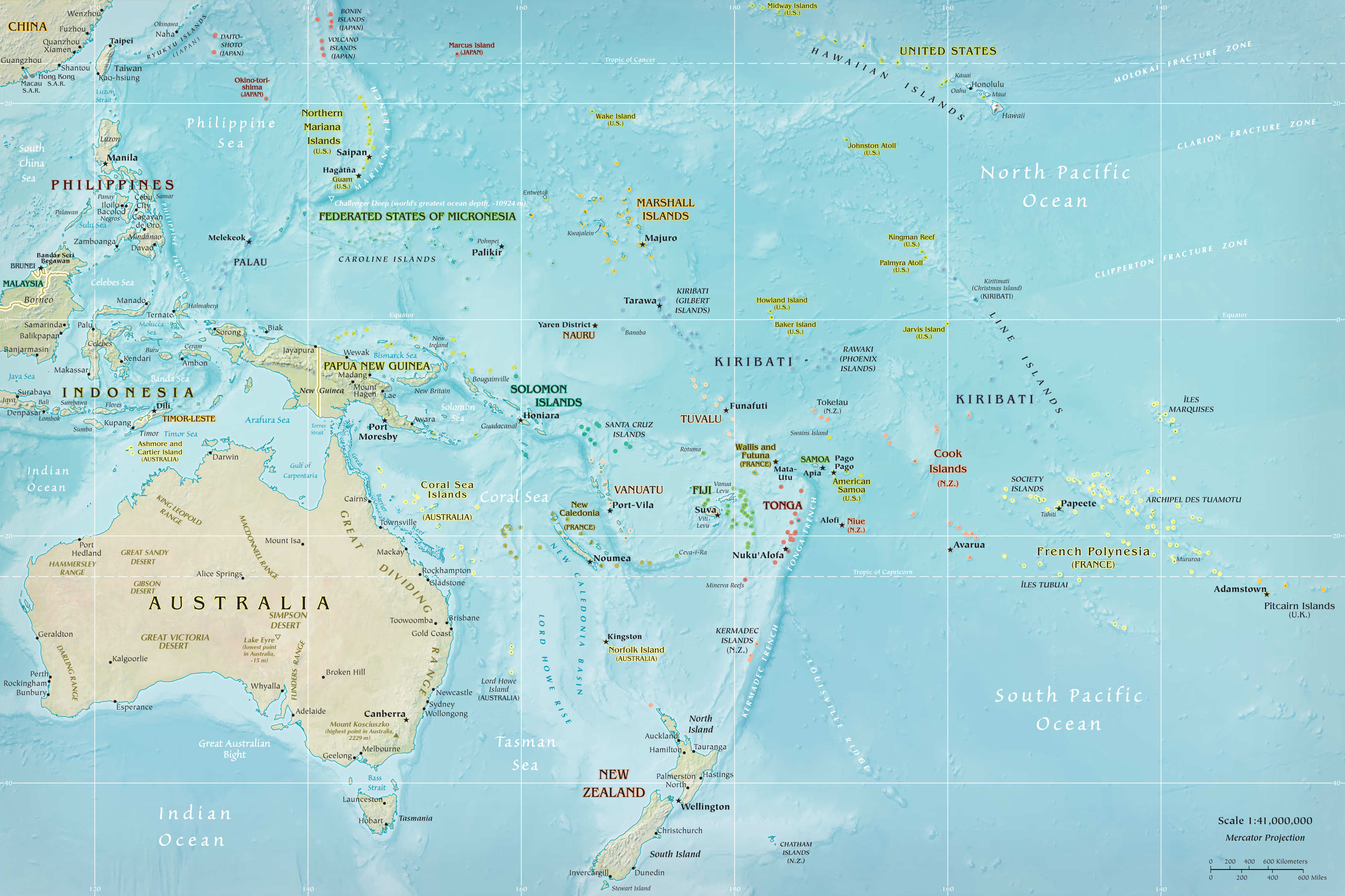
大洋洲

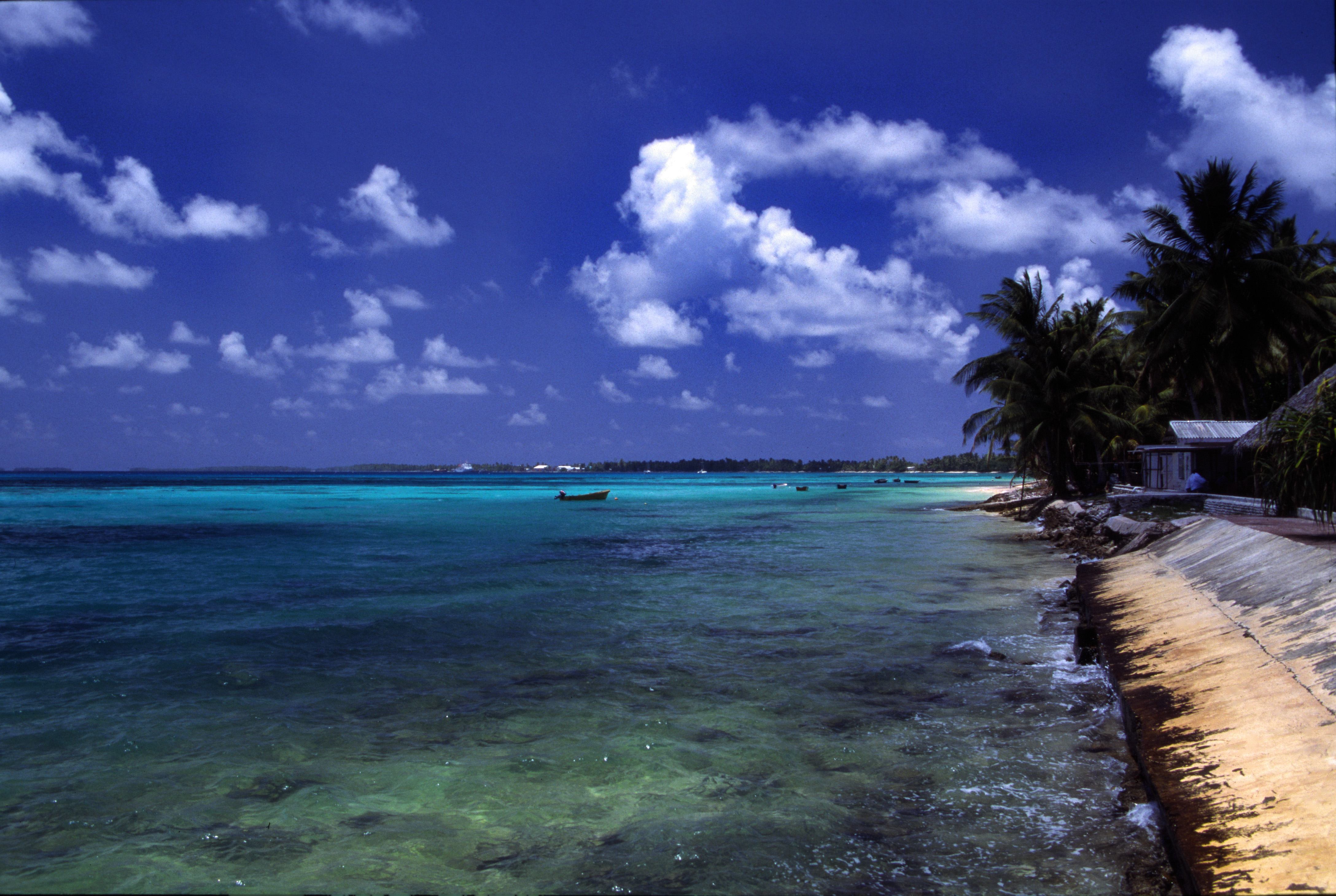
吐瓦魯

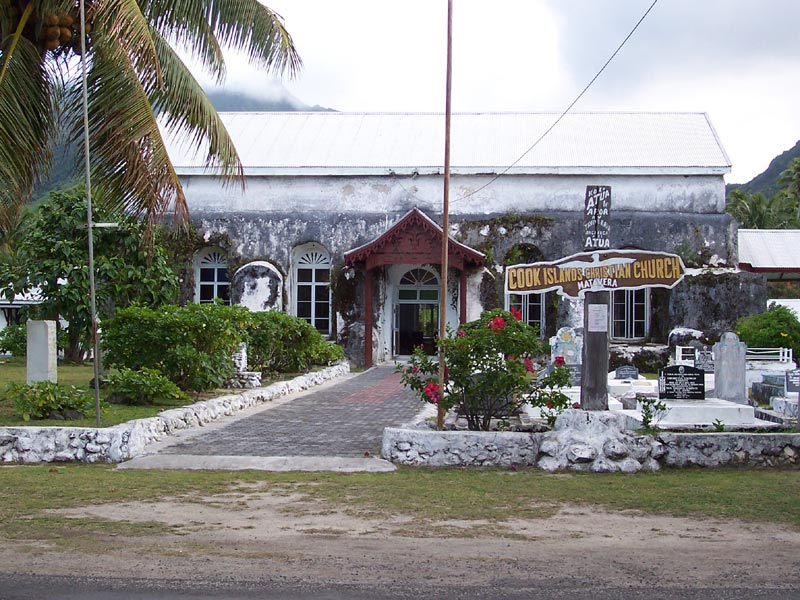
庫克群島

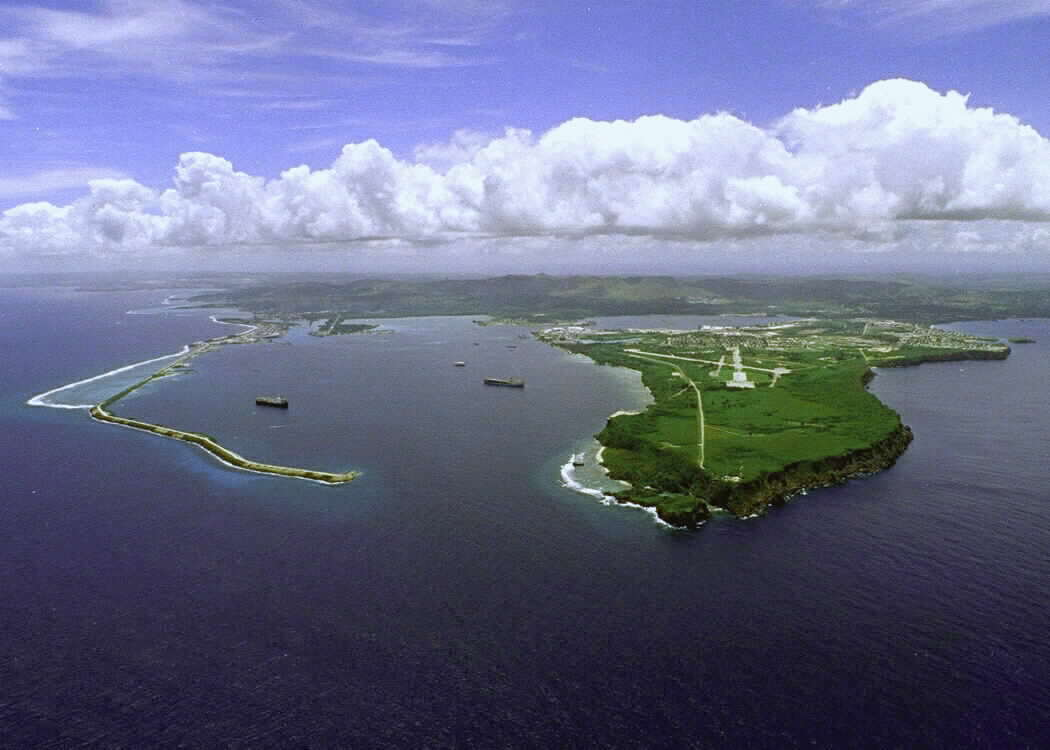
關島

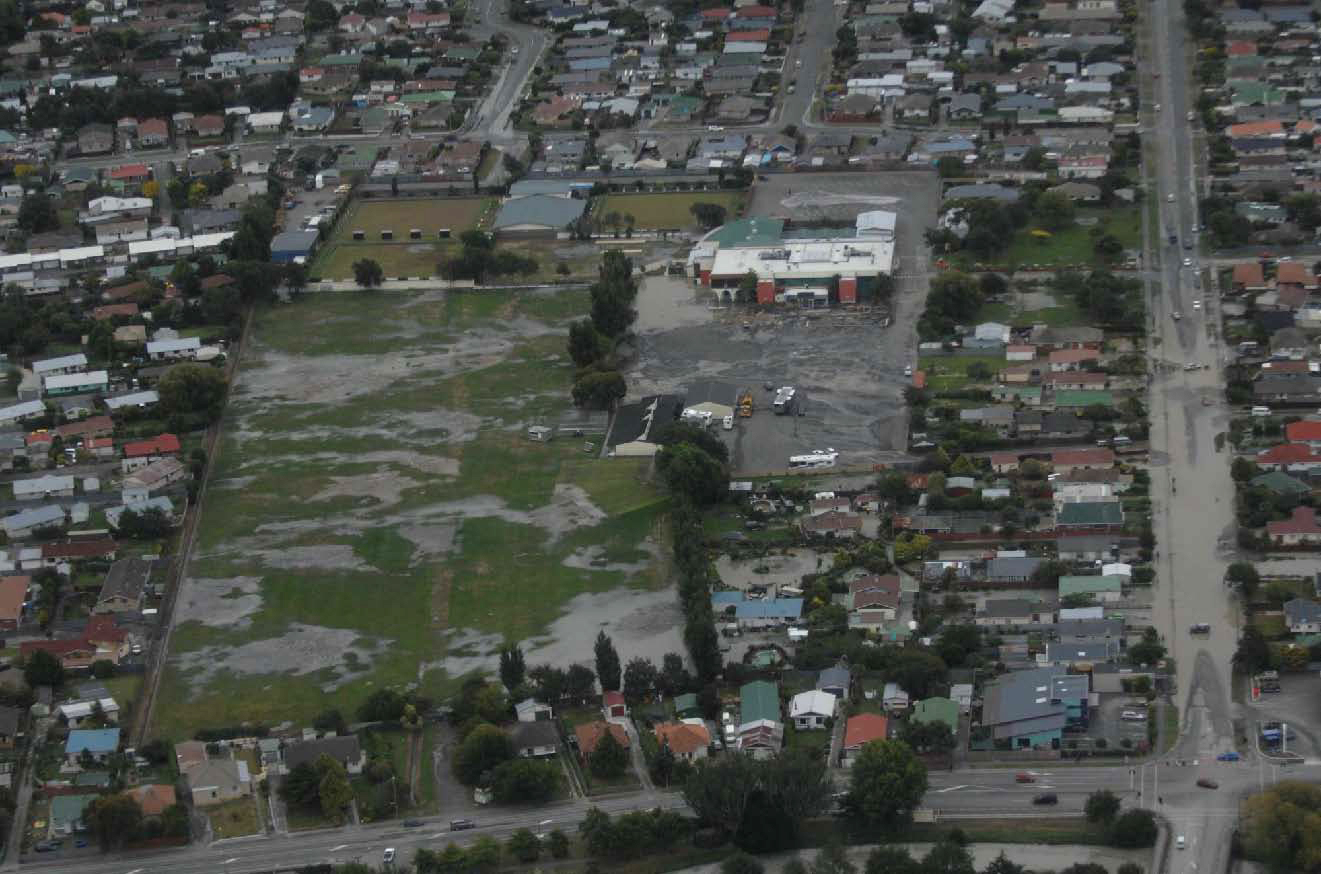
紐西蘭

大洋洲和亚洲以印度尼西亚的巴布亞地區为界。包括了印度尼西亚的巴布亞地區、巴布亞新几內亞、澳大利亚、新西兰及南太平洋的島國。巴布亞新幾內亞是唯一一個與別國有陸地疆界的大洋洲國家，與亞洲國家印度尼西亞接壤。按照地理分界，大洋洲包括巴布亚新几内亚、印度尼西亚、马来西亚、东帝汶和文莱地处的马来群岛，然而地理政治概念以新几内亚岛中间线分界，西部印度尼西亚的西巴布亞省和巴布亚省划归亞洲，东部的巴布亚新几内亚独立国划归大洋洲。此概念被联合国组织、国际奥林匹克委员会等国际组织采用。

## 政區

### 國家

大洋洲政治分區圖

#### 澳大拉西亚
- （AU）
- 新西兰（NZ）

#### 美拉尼西亞
- （PG）
- 所罗门群岛（SB）
- （VU）
- 斐济（FJ）

#### 密克羅尼西亞
- 帛琉（PW）
- 密克羅尼西亞聯邦（FM）
- 马绍尔群岛（MH）
- 基里巴斯（KI）
- 瑙鲁（NR）

#### 玻里尼西亞
- （TV）
- 萨摩亚（WS）
- （TO）
- 纽埃（NU）
- 庫克群島（CK）

### 領土/領地/屬地

#### 密克羅尼西亞
- 威克島（美國的海外屬地）
- （MP，美国的海外屬地）
- 關島（GU，美国的海外屬地，非自治領土）
- 日本 小笠原群島、南鳥島、沖鳥礁、火山列島 (日本的海外屬土)

#### 美拉尼西亞
- 诺福克岛（NF，澳大利亚的一个岛屿）
- 新喀里多尼亞（NC，法國的海外半自治領土）

#### 玻里尼西亞
- 托克勞（TK，新西兰的非自治領土）
- （WF，法國的海外地區）
- 美属萨摩亚（AS，美國的海外屬地，非自治領土）
- 法屬玻里尼西亞（PF，法國的海外地區，包括馬克薩斯群島、社會群島、土阿莫土─甘比爾群島以及南方群島）
- 皮特凯恩群岛（PN，英國的海外領土，非自治領土）
- 夏威夷州（US-HI，美國之一州）
- 復活節島 （智利的属地）
- 胡安·費爾南德斯群島(同上）

## 人口
大洋洲有3500多万人口。以下是以按每平方公里人口密度排列的人口列表。由於絕大多數大洋洲的國家均為島國，所以在這列表裡的面積是包含水體面積（水體面積包括土地跟附屬海洋、湖泊、水塘及河流等面積之和），故此，計算出來的人口密度會較以淨土地面積計算出來的人口密度為低。
| 国家/地区           | 人口密度 （/km²） | 面积 （km²） | 人口 （2021-07-01的估計） |
| ------------------- | ----------------- | ------------ | ------------------------- |
|                     | 3.4               | 7,686,850    | 25,696,792                |
|                     | 11                | 462,840      | 5,172,033                 |
| 印度尼西亞          | 547.7             | 499,852      | 273,801,532               |
| 新西兰              | 19                | 268,680      | 5,123,037                 |
| 夏威夷州            | 188.6             | 28,311       | 1,283,388                 |
| 斐济                | 47                | 18,270       | 856,346                   |
| 所罗门群岛          | 17                | 28,450       | 494,786                   |
| 法屬玻里尼西亞      | 62                | 4,167        | 257,847                   |
| 新喀里多尼亞        | 11                | 19,060       | 207,858                   |
|                     | 16                | 12,200       | 196,178                   |
| 萨摩亚              | 61                | 2,944        | 178,631                   |
| 關島                | 293               | 549          | 160,796                   |
| 密克羅尼西亞聯邦    | 194               | 702          | 135,869                   |
|                     | 142               | 748          | 106,137                   |
| 基里巴斯            | 119               | 811          | 96,335                    |
|                     | 162               | 477          | 77,311                    |
| 马绍尔群岛          | 407               | 181          | 73,630                    |
| 美属萨摩亚          | 345               | 199          | 68,688                    |
| 羅亞爾特群島        | 11.14             | 1,981        | 22,080                    |
| 庫克群島            | 87                | 240          | 20,811                    |
| 帛琉                | 42                | 458          | 19,409                    |
|                     | 57                | 274          | 15,585                    |
| 瑙鲁                | 587               | 21           | 12,329                    |
|                     | 429               | 26           | 11,146                    |
| 復活節島            | 23.1              | 163.6        | 3,791                     |
| 纽埃                | 8.2               | 260          | 2,134                     |
| 诺福克岛            | 53                | 35           | 1,866                     |
| 托克勞              | 143               | 10           | 1,431                     |
| 科科斯（基林）群島  | 45                | 14           | 632                       |
| 查塔姆群岛          | 3.2               | 966          | 609                       |
| 胡安·費爾南德斯群島 | 3.3               | 181          | 598                       |
| 圣诞岛              | 3.5               | 135          | 474                       |
| 皮特凯恩群岛        | 1.0               | 47           | 47                        |
| 威克岛              |                   | 2            |                           |

## 体育

### 太平洋運動會
太平洋運動會（以前称为南太平洋運動會）是类似奥运会的大型综合体育活动，参加国家来自环南太平洋地区国家，每4年举行一次，始于1963年。澳大利亚和新西兰不参加该运动会。

### 澳式足球
澳式足球是一種源自於澳大利亞墨爾本地區的橄榄球类运动。它是瑙鲁的国家运动，也是澳大利亚最流行的运动，在巴布亚新几内亚是第二大流行运动。

### 板球
板球是在澳大利亚和新西兰很流行的夏季运动。

### 聯盟式橄欖球
聯盟式橄欖球是流行于大洋洲各国的运动。巴布亚新几内亚将其作为国家运动项目（参加人口数排第2，仅次于澳大利亚），在澳大利亚也非常流行。